# Йекей, Золтан
Зо́лтан Йе́кей (венг. Jékely Zoltán; 24 апреля 1913, Аюд, Трансильвания, Австро-Венгрия — 20 марта 1982, Будапешт, Венгрия) — венгерский писатель, поэт, переводчик, библиотекарь.
историк литературы. Лауреат государственной Премии имени Кошута (посмертно, 1990).

## Биография
Родился в семье поэта и прозаика Лайоша Априли. В 1935 году окончил Будапештский университет со степенью доктора наук по истории венгерской литературы, искусств и философии искусства.
С 1935 по 1941 год работал библиотекарем Национальной библиотеки им. Сечени Дебреценского университета, с 1941 по 1944 год — в Университетской библиотеке Клужа, в 1946 году вернулся на работу в Национальную библиотеку им. Сечени.
После 1954 года занимался литературной деятельностью и переводами.
Переводил на венгерский язык произведения Жана Кокто, Данте, Михая Эминеску, Гёте, Томаса Манна, Расина, Шиллера, Шекспира, Георга Тракля, Лючиана Благи, Альфреда Жарри и других видных деятелей мировой литературы.

## Избранные произведения
- Az erdélyi magyar irodalom kezdetei a háború után és Kuncz Aladár (drámai értekezés), 1935
- Éjszakák (стихи),, 1936
- Kincskeresők (Роман), 1937
- Medardusz (Роман), 1938
- Új évezred felé (стихи), 1939
- Zugliget (Роман), 1940
- Mérföldek, esztendők… (стихи), 1943
- A házsongárdi föld, 1943
- Angalit és a remeték , 1944
- Minden mulandó , 1946
- Futballisták (стихи), 1946[1]
- A halászok és a halál (Роман), 1947
- Felséges barátom (Роман), 1955
- Csunyinka álma (Сказка), 1955
- A csodálatos utazás (Сказка), 1956
- Tilalmas kert (стихи), 1957
- A fekete vitorlás vagyis Ördögh Artur csodálatos regény (Роман), 1957
- Bécsi bolondjárás (Роман), 1963
- Lidérc-űző (стихи), 1964
- Mátyás király juhásza (сказка в стихах), 1968
- Fejedelmi vendég (Драма), 1968
- Őrjöngő ősz (драма в стихах), 1968
- A bíboros (драма), 1969
- Csillagtoronyban (стихи), 1969
- Szélördög, 1971
- Az álom útja (стихи), 1972
- Isten madara , 1973
- Szögkirály , 1973
- Az idősárkányhoz , 1975
- Válogatott versei (рассказ), 1977
- Minden csak jelenés (рассказ), 1977
- Sárkányhalál Csomaszentgyörgyfalván (стихи), 1977
- Csodamalom a Küküllőn (стихи), 1978
- Angyalfia (новелла), 1978
- Őszvégi intelem (стихи), 1979
- Évtizedek hatalma (стихи), 1979
- A három törpe (сказка), 1979
- A Bárány vére (эссе), 1981
- Édes teher , 1982
- Az utolsó szál liliomhoz (стихи), 1983
- Oroszlánok Aquincumban (пьеса), 1984
- Az utolsó szó keresése (стихи), 1985
- Összegyűjtött versei (стихи), 1985
- Összegyűjtött novellái (новелла), 1986
- Sorsvállalás (эссе), 1986
- Elefánt-szerelem (сказка в стихах), 1988
- Kirepül a madárka (Роман), 1989
- Két kard keresztben (рассказ), 1993